# Jänissaari (ö i Finland, Södra Savolax, Pieksämäki, lat 61,87, long 27,85)
Jänissaari är en ö i Finland. Den ligger i sjön Jukajärvi och i kommunen Jockas i den ekonomiska regionen  Pieksämäki ekonomiska region  och landskapet Södra Savolax, i den södra delen av landet, 240 km nordost om huvudstaden Helsingfors. Öns area är 0,6 hektar och dess största längd är 130 meter i sydväst-nordöstlig riktning.